# Luis Hernández Díaz
Luis Alberto Hernández (Lima, 15 de febrero de 1981) es un exfutbolista y entrenador peruano. Jugaba de centrocampista y tiene 44 años. Actualmente es entrenador de la Universidad César Vallejo de la Primera División del Perú. Está casado con Silvana Chirinos, hija del exjugador de Universitario, Javier Chirinos y es hermano menor del también futbolista Francisco Hernández.

## Selección nacional
Ha sido internacional con la selección de fútbol del Perú en 10 ocasiones. Debutó el 15 de julio de 2001, en un encuentro De La Copa América ante la selección de Brasil que finalizó con marcador de 2-0 a favor de los Brasileños.

## Clubes como jugador
| Club                        | País | Año         |
| --------------------------- | ---- | ----------- |
| Alianza Lima                | Perú | 1998 - 2002 |
| Coronel Bolognesi           | Perú | 2003 - 2005 |
| Universitario de Deportes   | Perú | 2006        |
| Coronel Bolognesi           | Perú | 2006        |
| Alianza Lima                | Perú | 2007        |
| Coronel Bolognesi           | Perú | 2007        |
| Universidad César Vallejo   | Perú | 2008        |
| Colegio Nacional de Iquitos | Perú | 2009        |
| Universitario de Deportes   | Perú | 2010        |
| Deportivo Cobresol          | Perú | 2011        |
| Sport Huancayo              | Perú | 2012 - 2013 |
| FBC Melgar                  | Perú | 2014 - 2015 |
| Cienciano                   | Perú | 2016        |
| Sport Boys                  | Perú | 2017        |

## Clubes como entrenador
| Club                                    | País | Año         |
| --------------------------------------- | ---- | ----------- |
| Sport Boys (Reservas)                   | Perú | 2018 - 2020 |
| CD Universidad César Vallejo Sub-18     | Perú | 2021        |
| CD Universidad César Vallejo (Reservas) | Perú | 2022 - 2024 |
| CD Universidad César Vallejo            | Perú | 2024 -      |

## Palmarés

### Campeonatos nacionales
| Título                    | Club              | País | Año  |
| ------------------------- | ----------------- | ---- | ---- |
| Primera División del Perú | Alianza Lima      | Perú | 2001 |
| Torneo Clausura           | Coronel Bolognesi | Perú | 2007 |
| Torneo de Reservas        | F. B. C. Melgar   | Perú | 2014 |
| Torneo Clausura           | F. B. C. Melgar   | Perú | 2015 |
| Primera División del Perú | F. B. C. Melgar   | Perú | 2015 |
| Segunda División          | Sport Boys        | Perú | 2017 |